# Syntomacris affinis
Syntomacris affinis är en insektsart som först beskrevs av Giglio-tos 1898.  Syntomacris affinis ingår i släktet Syntomacris och familjen gräshoppor. Inga underarter finns listade i Catalogue of Life.